# 박경진 (1976년)
박경진(朴慶眞, 1976년 3월 22일 ~ )은 전 KBO 리그 롯데 자이언츠의 포수이다.

## 출신학교
- 부산고등학교 (1995년 졸업)
- 경성대학교 (1995학번-1999년 졸업)